# Маркиз Куинсберри
Маркиз Куинсберри (англ. Marquess of Queensberry) — титул в пэрстве Шотландии. Титул был создан 11 февраля 1682 года для Уильяма Дугласа, 3-го графа Куинсберри (1637—1695). Титул маркиза Куинсберри носили герцоги Куинсберри с 1684 по 1810 год, затем этот титул перешел к боковой линии рода Дуглас, в лице Чарльза Дугласа, 5 баронета, потомка младшего сына 1 графа Куинсберри.
Первым лордом Драмланрига был Уильям Дуглас (ум. 1427), внебрачный сын Джеймса Дугласа, 2-го графа Дугласа. Его потомок Уильям Дуглас, 9-й лорд Драмланриг, в 1633 году получил титул 1-го графа Куинсберри.
Вспомогательные титулы лорда Куинсберри: граф Куинсберри (1633), виконт Драмланриг (1628) и лорд Дуглас из Хоика и Тибберса (1628). Все титулы являются пэрствами Шотландии. Также он был баронетом из Келхеда (с 26 февраля 1668). Старший сын и наследник лорда Куинсберри носит титул виконта Драмланрига, старший сын и наследник виконта Драмланрига — титул лорда Драмланрига.
Джон Дуглас, 9-й маркиз Куинсберри (1844—1900) придумал правила для запрещенного тогда бокса (Правила маркиза Куинсберри).
22 июня 1893 года королева Виктория пожаловала Фрэнсису Арчибальду Дугласу (1867—1894), наследнику 9-го маркиза Куинсберри, титул барона Келхеда (Пэрство Соединённого королевства). Фрэнсис Дуглас скончался бездетным в следующем году, а титул барона Келхеда пресекся.

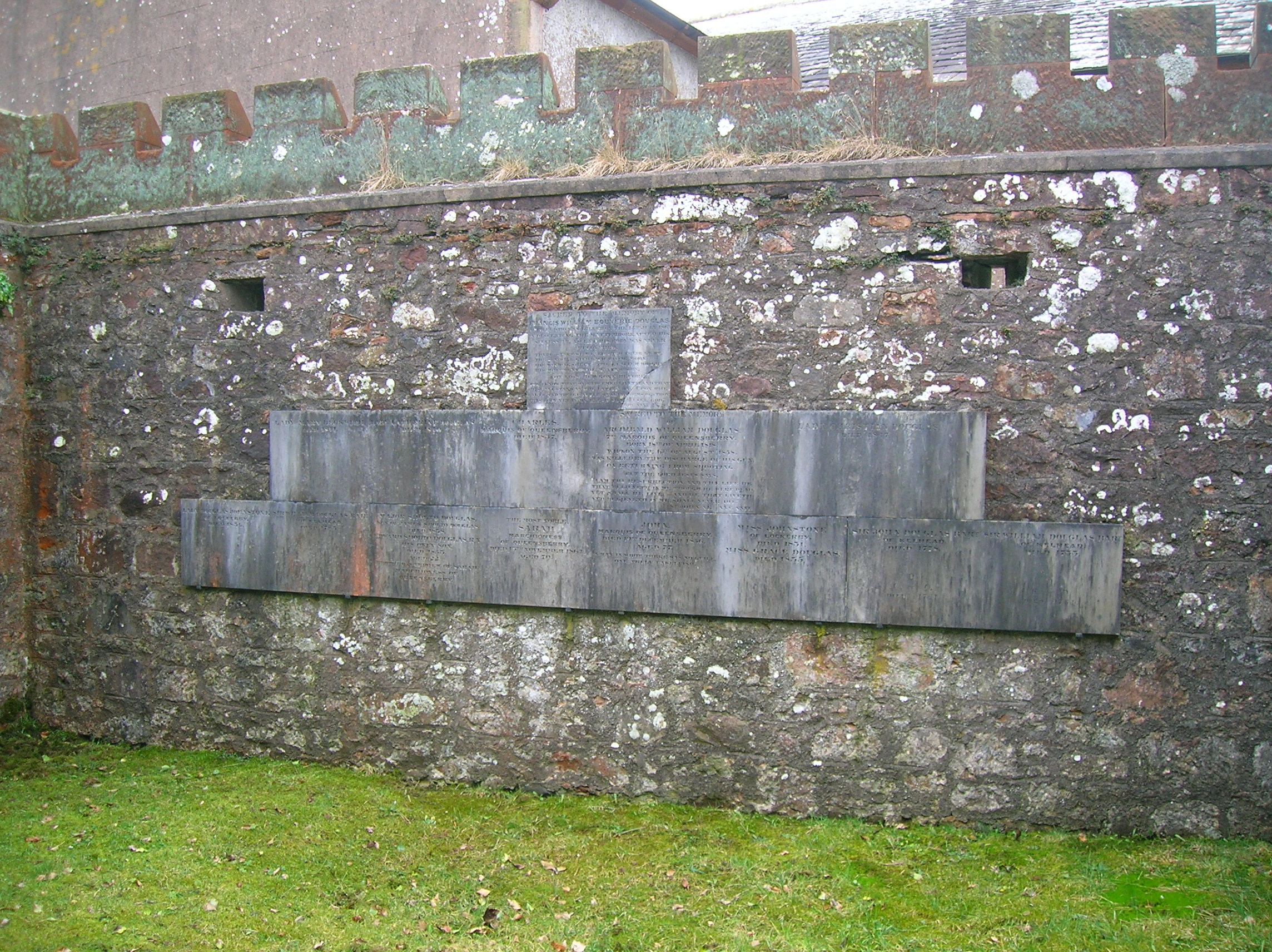
Фамильный мемориал Дугласов в приходской церкви деревни Каммертрис (Дамфрис и Галлоуэй)

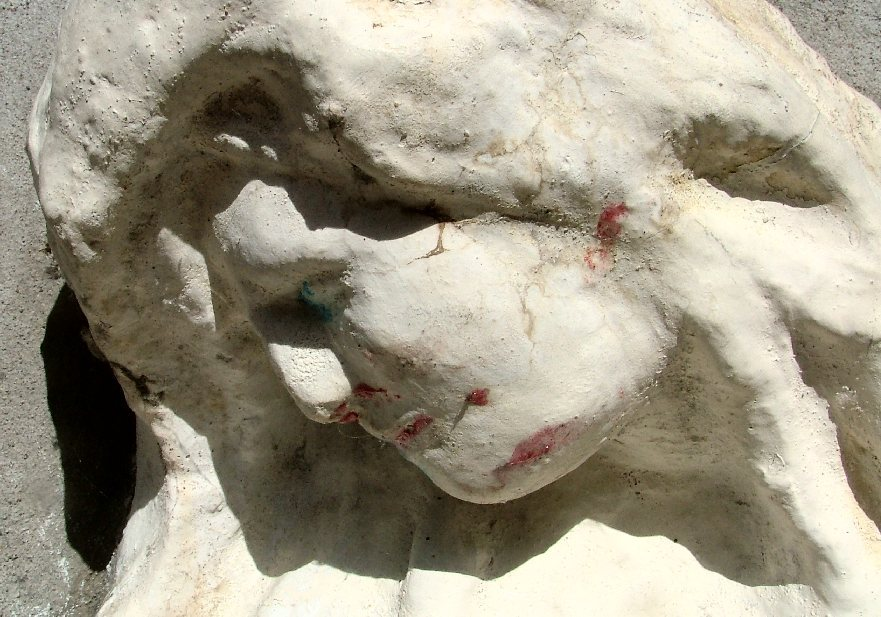
Памятник Куинсберри в Дамфрисе

## Лэрдыиз Драмланрига
- Уильям Дуглас, 1-й лорд Драмланриг (ум. 1427), внебрачный сын Джеймса Дугласа, 2-го графа Дугласа
- Уильям Дуглас, 2-й лорд Драмланриг (ум. 1458), сын предыдущего
- Уильям Дуглас, 3-й лорд Драмланриг (ок. 1440—1464), сын предыдущего
- Уильям Дуглас, 4-й лорд Драмланриг (ум. 1484), сын предыдущего
- Джеймс Дуглас, 5-й лорд Драмланриг (ум. 1498), сын предыдущего
- Уильям Дуглас, 6-й лорд Драмланриг (ум. 9 сентября 1513), сын предыдущего
- Джеймс Дуглас, 7-й лорд Драмланриг (ум. 1578), сын предыдущего
- Джеймс Дуглас, 8-й лорд Драмланриг (ум. 16 октября 1615), сын сэра Уильяма Дугласа и внук 7-го лорда Драмланрига
- Уильям Дуглас, 9-й лорд Драмланриг (ум. 8 марта 1640), сын 8-го барона Драмланрига, с 1633 года — граф Куинсберри

## Графы Куинсберри (1633)
- 1633—1640: Уильям Дуглас, 1-й граф Куинсберри (ум. 8 марта 1640), сын 8-го барона Драмланрига
- 1640—1671: Джеймс Дуглас, 2-й граф Куинсберри (1622—1671), сын 1-го графа Куинсберри
- 1671—1695: Уильям Дуглас, 3-й граф Куинсберри (1637 — 28 марта 1695), сын предыдущего, 1-й маркиз Куинсберри с 1682 года, 1-й герцог Куинсберри с 1684 года

## Маркизы Куинсберри (1682) и герцоги Куинсберри (1684)
- 1682—1695: Уильям Дуглас, 1-й герцог Куинсберри (1637 — 28 марта 1695), сын 2-го маркиза Куинсберри
- 1695—1711: Джеймс Дуглас, 2-й герцог Куинсберри (18 декабря 1672 — 6 июля 1711), 1708 года — 1-й герцог Дуврский, старший сын 1-го герцога Куинсберри
- 1711—1715: Джеймс Дуглас, 3-го маркиз Куинсберри (2 ноября 1697 — 24 января 1715), второй сын 2-го герцога Куинсберри
- 1715—1778: Чарльз Дуглас, 3-й герцог Куинсберри, 4-й маркиз Куинсберри, 2-й герцог Дувский (1698 — 22 октября 1778), третий сын 2-го герцога Куинсберри
- 1778—1810: Уильям Дуглас, 4-й герцог Куинсберри, 5-й маркиз Куинсберри (16 декабря 1725 — 23 декабря 1810), также 3-й граф Марч (1731—1810), единственный сын Уильяма Дугласа, 2-го графа Марча (ок. 1696—1731), внук Уильяма Дугласа, 1-го графа Марча (ум. 1705), правнук 1-го герцога Куинсберри

С 1810 года после смерти бездетного Уильяма Дугласа, 4-го герцога Куинсберри, 6-м маркизом Куинсберри стал Чарльз Дуглас (1777—1837), 5-й баронет из Келхеда (1783—1837), старший сын сэра Уильяма Дугласа, 4-го баронета из Келхеда (1730—1783). А титул герцога Куинсберри унаследовал Генри Скотт, 3-й герцог Баклю (1746—1812), ставший 5-м герцогом Куинсберри. Генри Скот был сыном Фрэнсиса Скотта, графа Далкейта, и Кэролайн Кэмпбелл, и внуком Фрэнсиса Скотта, 1-го графа Далкейта, и Леди Джейн Дуглас, дочери Джеймса Дугласа, 2-го герцога Куинсберри.

## Маркизы Куинсберри (1810)
- 1810—1837: Чарльз Дуглас, 6-й маркиз Куинсберри (март 1777 — 3 декабря 1837), также 5-й баронет из Келхеда (с 1783), старший сын Уильяма Дугласа, 4-го баронета из Келхеда (1730—1783)
- 1837—1856: Джон Дуглас, 7-й маркиз Куинсберри (1779 — 19 декабря 1856), младший брат предыдущего, второй сын Уильяма Дугласа, 4-го баронета из Келхеда
- 1856—1858: Уильям Арчибальд Дуглас, 8-й маркиз Куинсберри (18 апреля 1818 — 6 августа 1858), единственный сын 7-го маркиза
- 1858—1900: Джон Шолто Дуглас, 9-й маркиз Куинсберри (20 июля 1844 — 31 января 1900), старший сын 8-го маркиза
- 1900—1920: Перси Шолто Дуглас, 10-й маркиз Куинсберри (13 октября 1868 — 1 августа 1920), второй сын 9-го маркиза
- 1920—1954: Келхед Фрэнсис Арчибальд Дуглас, 11-й маркиз Куинсберри (17 января 1896 — 27 апреля 1954), старший сын 10-го маркиза
- 1954 — настоящее время: Дэвид Харрингтон Ангус Дуглас, 12-й маркиз Куинсберри (род. 19 декабря 1929), старший сын 11-го маркиза от второго брака
  - Наследник: Шолто Фрэнсис Гай Дуглас, виконт Драмланриг (род. 1 июня 1967), старший сын 12-го маркиза от второго брака
    - Второй наследник: Лорд Оберон Торквил Тобиас Дуглас (род. 1978), младший сын 12-го маркиза

## Баронеты из Келхеда (1668)
- 1668—1708: Сэр Джеймс Дуглас, 1-й баронет (19 февраля 1639—1708), сын сэра Уильяма Дугласа (ум. 1673) и внук Уильяма Дугласа, 1-го графа Куинсберри
- 1708—1733: Сэр Уильям Дуглас, 2-й баронет (ок. 1675 — 10 октября 1733), сын 1-го баронета
- 1733—1778: Сэр Джон Дуглас, 3-й баронет (ок. 1708 — 13 ноября 1778), старший сын 2-го баронета
- 1778—1783: Сэр Джеймс Дуглас, 4-й баронет (ок. 1730 — 16 мая 1783), старший сын 3-го баронета
- 1783—1837: Сэр Чарльз Дуглас, 5-й баронет (1777 — 3 декабря 1837), старший сын 4-го баронета, с 1810 года — 6-й маркиз Куинсберри